# Lidtjärnen (Bjurholms socken, Ångermanland)
Lidtjärnen är en sjö i Bjurholms kommun i Ångermanland och ingår i Öreälvens huvudavrinningsområde.